# Danuta Marcinkowska
Danuta Marcinkowska (ur. 8 lipca 1941, zm. 9 lipca 2017 – polska dziennikarka specjalizująca się w problematyce ekonomicznej i finansowo-bankowej, pisarka.
Jest matką Ewy Marcinkowskiej-Schmidt i babcią Klaudyny Schmidt. Pochodzi z rodziny repatriowanej po wojnie z Wileńszczyzny. Mieszka w Poznaniu, gdzie po ukończeniu studiów ekonomicznych i dziennikarskich przez 25 lat pracowała w redakcji "Głosu Wielkopolskiego". Jest laureatką ogólnopolskiej nagrody ZBP imienia Mariana Krzaka, dziennikarskiej nagrody Dziennikarskie Koziołki (2005, nagroda indywidualna) oraz srebrnych i złotych piór w wielu dziennikarskich konkursach.
Została pochowana na Cmentarzu Junikowo w Poznaniu.

## Twórczość
- 2009: Lawendowy pył (z Ewą Marcinkowską-Schmidt i Klaudyną Schmidt)
- 2010: Zapach rozmarynu (z Ewą Marcinkowską-Schmidt)